# だて正夢
だて正夢（だてまさゆめ）は、日本のイネの品種名および銘柄名。宮城県の良食味米品種で寒さへの耐性が強く、倒れにくい低アミロース米（含量は10％程度）である。もちもちとした食感で甘みが強く、冷めても柔らかく甘みが残る。「みやぎ米の夢をかなえた、これぞ天下を取る旨さ。」をキャッチフレーズに、初代仙台藩主の伊達政宗公にちなんで名付けられた。

## 概要
2001年（平成13年）、宮城県古川農業試験場で育成を開始（育種目標:ひとめぼれよりさらに粘る＝低アミロース極良食味米の交配）、2016年（平成28年）3月に県の水稲奨励品種に指定。2017年（平成29年）7月14日、「だて正夢」のロゴマークを作成。11月7日、販売開始。ロゴマークは、五穀豊穣を意味する米俵をモチーフに、大地、恵みの雨、収穫、祝祭を表す四色を使ったカラフルなものになっている。
2018年（平成30年）2月28日、日本穀物検定協会の食味ランキング発表（2年連続:特Ａ）。
- 交配系譜

| 北陸188号 | 北陸188号 | 北陸188号                | 北陸188号                | 北陸188号                | 北陸188号                |                          |                          | まなむすめ | まなむすめ | まなむすめ             | まなむすめ | まなむすめ | まなむすめ |  |  | おぼろづき （北海292号） | おぼろづき （北海292号） | おぼろづき （北海292号） | おぼろづき （北海292号） | おぼろづき （北海292号） | おぼろづき （北海292号） |        |        | まなむすめ （東北152号） | まなむすめ （東北152号） | まなむすめ （東北152号） | まなむすめ （東北152号） | まなむすめ （東北152号） | まなむすめ （東北152号） |  |  |
| 北陸188号 | 北陸188号 | 北陸188号                | 北陸188号                | 北陸188号                | 北陸188号                |                          |                          | まなむすめ | まなむすめ | まなむすめ             | まなむすめ | まなむすめ | まなむすめ |  |  | おぼろづき （北海292号） | おぼろづき （北海292号） | おぼろづき （北海292号） | おぼろづき （北海292号） | おぼろづき （北海292号） | おぼろづき （北海292号） |        |        | まなむすめ （東北152号） | まなむすめ （東北152号） | まなむすめ （東北152号） | まなむすめ （東北152号） | まなむすめ （東北152号） | まなむすめ （東北152号） |  |  |
|           |           |                          |                          |                          |                          |                          |                          |            |            |                        |            |            |            |  |  |                          |                          |                          |                          |                          |                          |        |        |                          |                          |                          |                          |                          |                          |  |  |
|           |           | げんきまる （東北189号） | げんきまる （東北189号） | げんきまる （東北189号） | げんきまる （東北189号） | げんきまる （東北189号） | げんきまる （東北189号） |            |            |                        |            |            |            |  |  |                          |                          | 東1126                   | 東1126                   | 東1126                   | 東1126                   | 東1126 | 東1126 |                          |                          |                          |                          |                          |                          |  |  |
|           |           | げんきまる （東北189号） | げんきまる （東北189号） | げんきまる （東北189号） | げんきまる （東北189号） | げんきまる （東北189号） | げんきまる （東北189号） |            |            |                        |            |            |            |  |  |                          |                          | 東1126                   | 東1126                   | 東1126                   | 東1126                   | 東1126 | 東1126 |                          |                          |                          |                          |                          |                          |  |  |
|           |           |                          |                          |                          |                          |                          |                          |            |            |                        |            |            |            |  |  |                          |                          |                          |                          |                          |                          |        |        |                          |                          |                          |                          |                          |                          |  |  |
|           |           |                          |                          |                          |                          |                          |                          |            |            | だて正夢 （東北210号） |            |            |            |  |  |                          |                          |                          |                          |                          |                          |        |        |                          |                          |                          |                          |                          |                          |  |  |